# 메르세데스-벤츠 W140

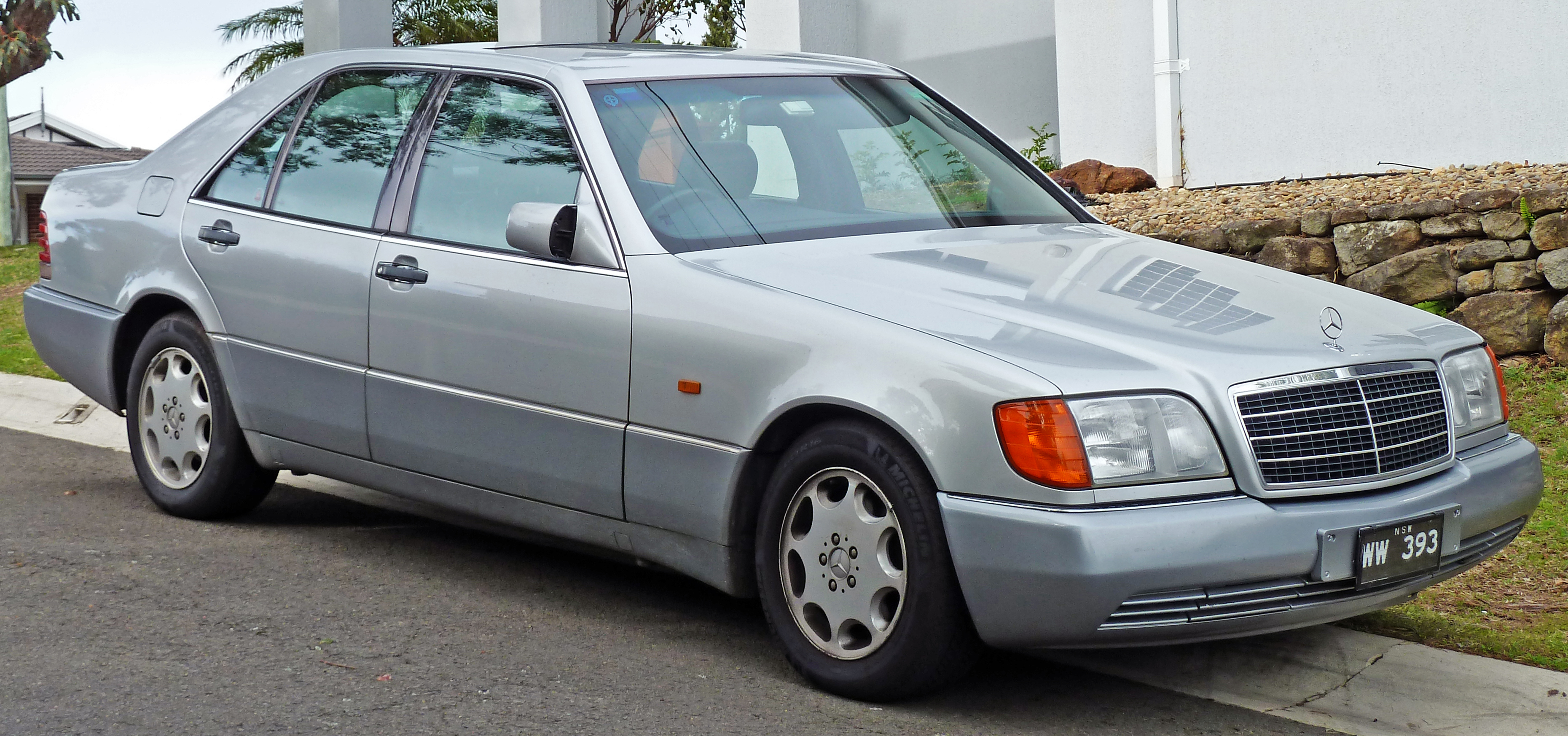

메르세데스-벤츠 W140(Mercedes-Benz W140)은 독일의 다임러 벤츠(현재의 다임러 AG)가 메르세데스-벤츠 브랜드로 전개한 3번째 S클래스이다. 1991년부터 1998년까지 생산, 판매되었다.

## 개요
W116, W126에 이은 S클래스의 3번째 모델로, 세단 타입의 W140과 더불어 쿠페 타입의 600SEC와 S500 쿠페도 S클래스의 모델(S쿠페)로 발매되었다. W140은‘최고가 아니면 만들지 않는다(The best or nothing)’는 기업 정책으로 만들어진 최후의 모델로, 후속작인 W220부터는 품질과 원가 사이의 갈등이 시작되었다.
그 거대한 크기로 인해 본국 독일에서는‘환경파괴차’라는 거센 비판을 받았고, 미국에서도 판매가 부진하는 등 세계적으로 낮은 인기를 얻었다. 다만 일본에서는 오히려 거대한 크기가 긍정적으로 어필하여 순조롭게 판매되었고, 후속작 W220이 발매된 이후로도 한동안 높은 인기를 누렸다.
39년간 메르세데스-벤츠에서 활동하며 디자인을 총괄한 브루노 사코(Bruno Sacco)는 자신이 디자인한 W140은 뼈아픈 작품이었다고 Automobile지와의 인터뷰에서 밝혔다. 그가 생각했던 것보다 4인치(약 10cm)가량 전고가 높았던 것이 그 이유이다. 인간의 평균 신장이 계속 자라기 때문이라는 이유로 차체를 대형화하면서 어쩔 수 없었던 일이지만, 그 결과 일본의 스모 선수와 프로레슬러들로부터 사랑받게 되었다.
그레이드 명칭은 전기 모델이 3자리 숫자+모델명(500SE 등)으로 이루어졌지만, 중기 모델부터는 모델명+3자리 숫자(S500 등)의 형식으로 바뀌어 후속작으로도 이어지게 된다. 또 모델 말기인 1997년에 S쿠페가 독립하여 CL클래스로 변경되었다. 그러나 2012년 예정된 S클래스의 W222 출시에 맞춰 CL클래스는 2013년형 모델부터 S쿠페로 대체될 예정이다.
홍콩의 행정장관에게 제공된 의전차 중 하나가 1997년식 W140이다.